# Моженко Пилип Устинович
Пилип Устинович Моженко (нар.1911, Придорожнє — пом.1986, Донецьк) — командир батальйону, 1077-го Червонопрапорного стрілецького полку, 316-ї стрілецької дивізії, 46-ї армії 2-го Українського фронту, капітан. Герой Радянського Союзу (1945).

## Життєпис
Народився 5 вересня 1911 року в селі Редькіно (нині — Придорожнє Старобешівського району) в багатодітній селянській родині. Закінчивши початкову школу, працював коногоном на вапняному кар'єрі. В 1928–1933 роках працював на шахті 16-17 «Євдокієвка» м. Юзівка.
У травні 1933 року він був призваний до лав Червоної Армії, служив у прикордонному загоні помічником командира кінного взводу. З 1936 по 1941 рік він — старший уповноважений НКВС м. Макіївка. У жовтні 1941 року в складі загону працівників макіївської міліції він відправляється на фронт.
Німецько-радянську війну почав як перший номер станкового кулемета. Брав участь в обороні міст Чортків, Харків, Ленінград. Після поранення Моженко закінчив курси комскладу, був атестований на офіцерське звання, командував ротою автоматників.
У боях за місто Темрюк батальйон Пилипа Устиновича Моженка на світанку вибив противника за річку Кубань, за що був удостоєний ордена Бойового Червоного Прапора, а 316 стрілецька дивізія була удостоєна найменування «Темрюковської», а він став командиром 1 батальйону 1077 полку. За бої в Україні командувач армії А. А. Гречко особисто вручив капітанові Моженку орден Богдана Хмельницького, а за бої на Львівсько-Сандомирському плацдармі він удостоєний ордена Олександра Невського.
У ніч з 4 на 5 грудня 1944 батальйон Моженка форсував Дунай в районі села Текаль (15 км південніше Будапешта) до ранку зайняв ділянку берега на два кілометри в глибину території та три кілометри — по фронту. Протягом доби було відбито 16 атак противника. За цей подвиг капітану Ф.У. Моженку 24 березня 1945 було присвоєно звання Героя Радянського Союзу.
У повоєнний час Пилип Устинович Моженко працював на керівних посадах в органах міліції м. Макіївка. З 1979 року — персональний пенсіонер.
Помер 12 жовтня 1986.

## Нагороди
- медаль «Золота Зірка»;
- орден Леніна;
- орден Червоного Прапора;
- орден Богдана Хмельницького
- орден Олександра Невського;
- орден Вітчизняної війни I ступеня;
- орден Вітчизняної війни 2 ступеня;
- медалі.